# 310
Cette page concerne l'année 310  du calendrier julien. Pour l'année 310 av. J.-C., voir 310 av. J.-C. Pour le nombre 310, voir 310 (nombre). Pour l'avion, voir Airbus A310.
L'année 310 est une année commune qui commence un dimanche.

## Événements
- Printemps[2] : en Afrique, Domitius Alexander est battu et tué à Cirta, prise par Rufius Volusianus, Préfet du prétoire de Maxence ; selon Aurelius Victor la ville est mise à sac. Elle est relevée par Constantin à partir de 313[3].
- Campagne de Constantin sur le Rhin. En son absence, Maximien[4] tente une révolte et reprend la pourpre à Arles, mais sans soutien suffisant, doit fuir quand Constantin embarque ses troupes à Cabillunum (Chalon-sur-Saône) et marche contre lui ; il  est assiégé à Marseille[5].
- 18 avril : Eusèbe devient pape.
- Juillet : Maximien se suicide à Marseille quand les habitants ouvrent la ville à Constantin[6].
- 25 juillet : Quinquennalia de Constantin à Trèves[7]. Un panégyrique est prononcé par un orateur venu d'Autun, qui affirme que Constantin est le favori d’Apollon et l’héritier de Claude le Gothique et de Constance Chlore[5].

## Naissances en 310
- Maxime d'Éphèse, philosophe néoplatonicien.

## Décès en 310
- 16 février : Pamphile de Césarée, père de l'Église, martyr[8].
- Juillet : Maximien, empereur romain.
- 17 août : Eusèbe, pape depuis le 18 avril 310.